# Triunfo romano

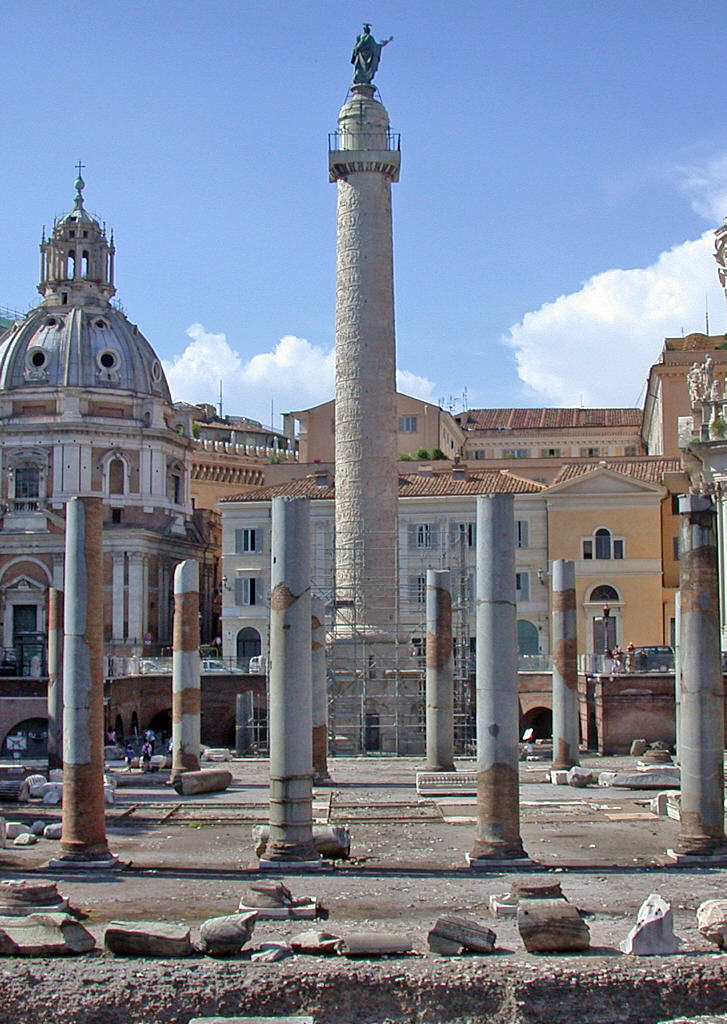
A coluna de Trajano, em Roma: uma representação em pedra de um triunfo simbólico comemorando a vitória de Trajano sobre os dácios (Romênia). A procissão enrola a coluna em um painel de espiral.

O triunfo romano (em latim: triumphus, a partir do grego θρίαμβος) era uma cerimônia civil e rito religioso da Roma Antiga, feito para homenagear publicamente o comandante militar (duque; dux em latim) de uma guerra ou campanha no estrangeiro notavelmente bem sucedida e para exibir as glórias da vitória romana. Aqueles que recebiam esta distinção eram denominados triunfadores (triumphatores).
No dia de seu triunfo, o general usava uma coroa de louros e vestia-se com bordados de roxo a ouro em uma toga picta (toga "pintada"), regalia que o identificava como quase divino ou quase real. Ele montava em uma carruagem de quatro cavalos pelas ruas de Roma, desarmado, em procissão com seu exército, cativos e os despojos de sua guerra. No Templo de Júpiter, no monte Capitolino, ele oferecia um sacrifício e os símbolos de sua vitória aos deuses. Depois disso, ele tinha o direito de ser descrito como vir Triumphalis ("homem de triunfo", mais tarde conhecido como triunfador) para o resto de sua vida. Após a morte, ele era representado em seu próprio funeral, e os de seus descendentes mais tarde, por um ator contratado que usava a máscara (imago) e toga picta.
A moralidade (Mos maiorum em latim) republicana exigia que, apesar destas honras extraordinárias, o general se comportasse com humildade digna, como um cidadão mortal que triunfou em nome do senado, das pessoas e dos deuses de Roma. Inevitavelmente, além de suas dimensões religiosas e militares, o triunfo oferecia oportunidades extraordinárias para a auto-publicidade. Enquanto a maioria dos festivais romanos eram luminárias de calendário, a tradição e a lei que reservava um triunfo a uma vitória extraordinária garantiam que sua celebração, procissão, atendesse festas e jogos públicos promovidos pelo status e realização do general. Ele poderia comemorar seu triunfo e aumentar ainda mais a sua reputação através da emissão de moedas triunfais, e financiamento monumentais de obras públicas e templos. Até o fim da era republicana, o aumento da concorrência entre os aventureiros político-militares que dirigiam o nascente império de Roma asseguraram que o triunfo se tornasse mais frequente, prolongado e extravagante, prolongando-se em alguns casos, por vários dias de jogos e diversões públicas. A partir do principado, um triunfo refletia a ordem imperial, e a preeminência da família imperial.
A maioria dos relatos romanos de triunfos foram escritos para proporcionar aos seus leitores uma lição de moral, em vez de fornecer uma descrição exata do processo triunfal, procissão, os ritos e seu significado. Essa escassez permite apenas a reconstrução mais experimental e generalizada, e possivelmente enganosa da cerimônia triunfal, com base na combinação de vários relatos incompletos a partir de diferentes períodos da história romana. No entanto, o triunfo é considerado uma cerimônia tipicamente romana, que representava a riqueza da cidade, poder e grandeza, e foi conscientemente imitada pelos estados medievais e, posteriormente, na Entrada Real e outros eventos cerimoniais.

## Antecedentes e cerimônias

### Ovir triumphalis

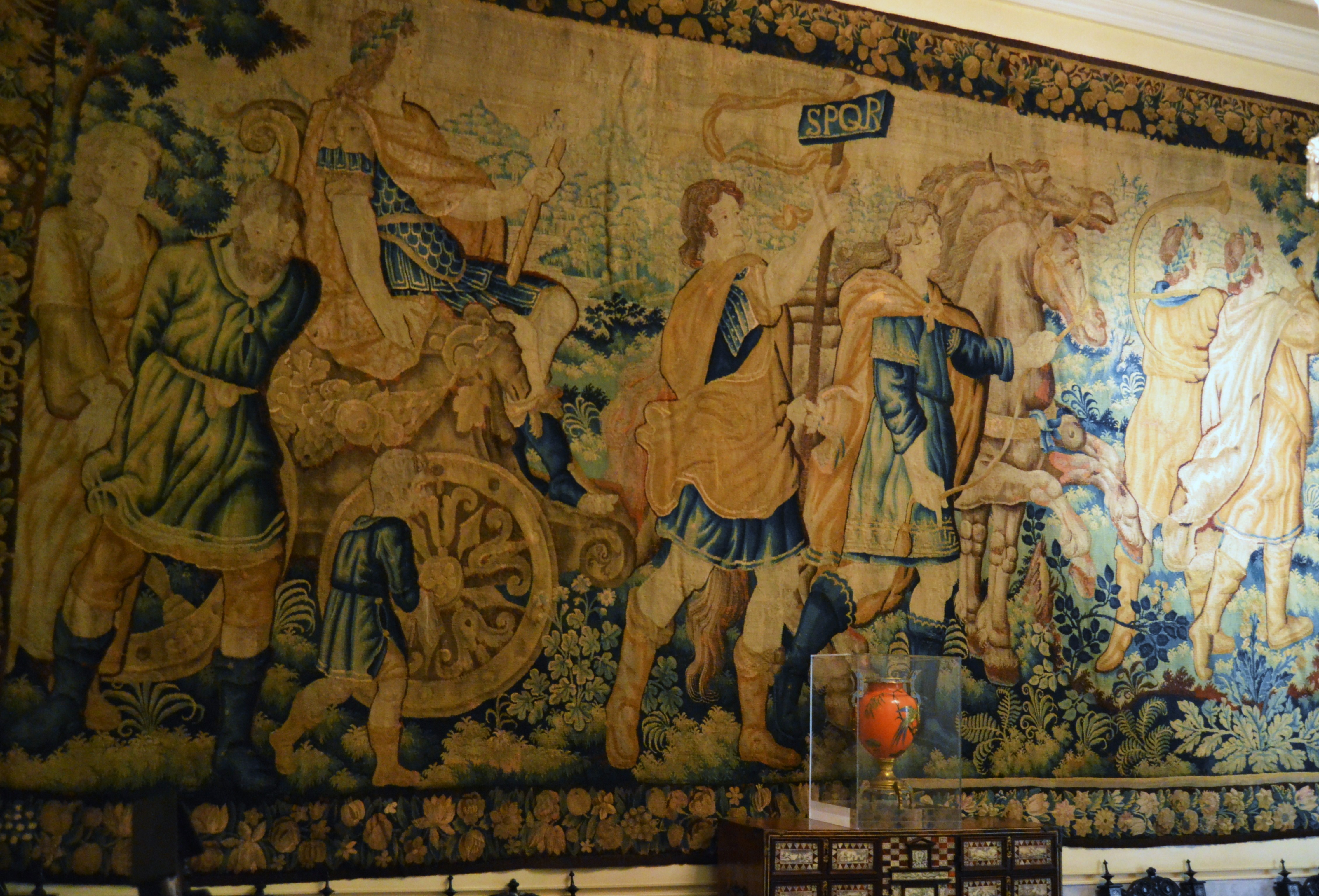
Triunfo romano
Tapeçaria flamenga na sala de fumo do Palácio do Marquês de Dosaigües

Na República Romana, conquistas militares excepcionais mereciam as mais altas honras possíveis, que ligava o vir triumphalis ("homem do triunfo", mais tarde conhecido como um triunfador) ao passado mítico e semi-mítico de Roma. Com efeito, o general estava perto de ser "rei por um dia" e, possivelmente, perto da divindade. Ele usava a regalia tradicionalmente associada tanto com a antiga monarquia romana e com a estátua de Júpiter Capitolino: a "toga picta" roxa e dourada, coroa de louros, botas vermelhas e, mais uma vez, possivelmente, o rosto pintado de vermelho da suprema divindade de Roma. Ele era levado em procissão pela cidade, em uma carruagem de quatro cavalos, sob o olhar de seus pares e uma multidão aplaudindo, ao templo de Júpiter Capitolino. Os despojos e cativos de suas vitórias abriam o caminho; seus exércitos seguiam atrás. Uma vez no templo Capitolino, ele sacrificava dois bois brancos a Júpiter e colocava símbolos de sua vitória aos seus pés, dedicando sua vitória ao senado romano, pessoas e deuses.
Os triunfos não estavam vinculados a nenhum dia, estação ou festival religioso em particular no calendário romano. A maioria parece ter sido celebrado com a maior brevidade possível, provavelmente nos dias em que foram considerados auspiciosos para a ocasião. A tradição exigia que durante um triunfo, cada templo estava aberto. A cerimônia foi assim, em certo sentido, compartilhada por toda a comunidade dos deuses romanos; mas coincidir com festivais e aniversários específicos era inevitável. Alguns podem ter sido mera coincidência; outros foram propositais. Por exemplo, 1º de março, o festival e dies natalis de deus da guerra, Marte, foi o tradicional aniversário da primeira (por Publícola, 504 a.C.), e outros seis triunfos republicanos, e do primeiro triunfo romano (por Rômulo). Pompeu adiou seu terceiro, mais magnífico triunfo por vários meses, para fazê-lo coincidir com seu próprio dies natalis (aniversário).
Dimensões religiosas à parte, o triunfo focava-se no próprio general, e promovia-o — ainda que temporariamente — acima de todos os mortais romanos. Esta foi uma oportunidade concedida a muito poucos. Desde o tempo de Cipião Africano, o general do triunfo estava ligado — pelo menos para os historiadores durante o principado — a Alexandre e ao semi-deus Hércules, que havia trabalhado desinteressadamente para o benefício de toda a humanidade. Sua suntuosa carruagem triunfal foi enfeitada com amuletos contra a possível inveja (invidia) e malícia de espectadores. Em alguns relatos, um companheiro ou escravo público que, de tempos em tempos, lembre-o de sua própria mortalidade (um memento mori).

### A procissão
Os primeiros triunfos de Roma foram, provavelmente, simples desfiles de vitória, celebrando o retorno de um general vitorioso e seu exército à cidade, junto com os frutos de sua vitória, e terminando com alguma forma de dedicação aos deuses. Isto foi provavelmente assim para os primeiros triunfos legendários e mais tarde semi-lendários da era régia de Roma, quando o rei era o mais alto magistrado e líder de guerra. À medida que a população, o poder, a influência e o território de Roma cresciam, aumentava também a escala, extensão, variedade e a extravagância de suas procissões triunfais.

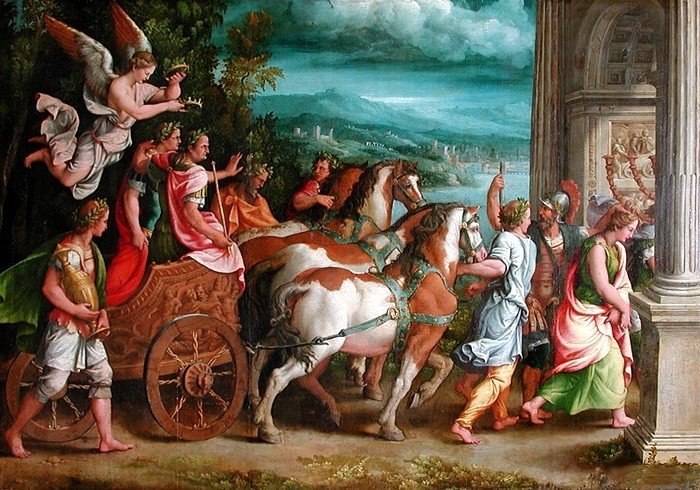
Triunfo de Tito r. e Vespasiano r.,
por Giulio Romano, c. 1537-1540, Museu do Louvre

A procissão (pompa) reunia no espaço aberto no Campo de Marte, provavelmente bem antes da primeira luz. A partir daí, todos os atrasos imprevistos e acidentes à parte, teria gerado um ritmo de passeio lento na melhor das hipóteses, pontuado por várias paradas planejadas em rota para seu destino final, o Templo de Júpiter no Capitólio; a uma distância de pouco menos de 4 quilômetros. A procissão triunfal era notoriamente longa e lenta; as mais longas poderiam durar de dois ou três dias, e possivelmente mais, e alguns podem ter sido de maior comprimento do que o percurso em si.
Algumas fontes antigas e modernas sugerem uma ordem bastante normal na procissão. Em primeiro lugar, os líderes cativos, aliados e soldados — e às vezes suas famílias — geralmente a pé e acorrentados; alguns destinadas à execução além de exibição. Suas armas capturadas, armaduras, ouro, prata, estátuas, e tesouros curiosos ou exóticos em carroças atrás deles, juntamente com pinturas, quadros e modelos que retratavam lugares significativos e episódios da guerra. Em seguida na fila, tudo a pé, vinham senadores e magistrados de Roma, seguidos pelos lictores do general em suas vestes vermelhas de guerra, os seus fasces coroados com louro; em seguida, o general em sua carruagem de quatro cavalos. Um companheiro, ou um escravo público, podiam compartilhar o carro com ele; ou em alguns casos, seus filhos mais jovens. Seus oficiais e os filhos mais velhos andavam a cavalo nas proximidades. Seus soldados desarmados a seguir, em togas e coroas de louros, cantando "io triumphe!" e cantando canções obscenas às custas de seu general. Em algum lugar na procissão, dois bois brancos impecáveis, enfeitados com guirlanda e com chifres dourados, foram levados para o sacrifício a Júpiter. Tudo isso, com o acompanhamento de música, nuvens de incenso e flores.
Quase nada se sabe sobre a infraestrutura e gestão da procissão. Seu custo, sem dúvida, enorme foi custeado em parte pelo Estado, mas principalmente pelo saque do general, que fontes mais antigas citavam em detalhes e superlativos improváveis. Uma vez despendida, essa riqueza portátil injetava grandes somas para a economia romana: o valor trazido pelo triunfo de Augusto sobre o Egito provocou uma queda nas taxas de juros e um forte aumento dos preços da terra. Nenhuma fonte antiga aborda a logística da procissão: onde poderiam ter dormido, comido e bebido os soldados e prisioneiros em uma procissão de vários dias, ou onde estes milhares, mais os espectadores, poderiam ter sido agrupados para a cerimônia final no templo do Capitólio.

### A rota
O esquema seguinte para a rota feita por "alguns, ou muitos triunfos" é baseada em modernos padrões de reconstruções; qualquer rota original ou tradicional teria sido desviada de alguma forma por muitas remodelações e reconstruções da cidade; ou às vezes por escolha. O ponto de partida, o Campo de Marte (Campus Martius), estava fora do limite sagrado da cidade (pomério), na margem ocidental do rio Tibre. O cortejo entrava na cidade através da Porta Triunfal (Porta Triumphalis), e atravessava o pomério, onde o general entregava seu comando para o senado e magistrados. Ele continuava até o local do Circo Flamínio, contornando a base sul do Capitólio e do Velabro (Velabrum), ao longo da Via Triunfal (Via Triumphalis) para o Circo Máximo, talvez deixando alguns prisioneiros destinados à execução na Prisão Mamertina. Ele entrava na Via Sacra, então o Fórum. Finalmente, subia o monte Capitolino até o Templo de Júpiter. Uma vez que o sacrifício e dedicação eram concluídos, a procissão e os espectadores eram dispersos para banquetes, jogos e outros entretenimentos patrocinados pelo general triunfante.

### Banquetes, jogos e entretenimentos
Na maioria dos triunfos, o general financiava com seu dinheiro quaisquer banquetes após a procissão. Havia festas para o povo, e festas separadas, muito mais ricas para a elite; algumas se prolongavam por quase toda a noite. Dionísio ofereceu um contraste com os pródigos banquetes de triunfos de seu tempo, dando o triunfo de Rômulo o mais primitivo "banquete" possível - Romanos comuns criavam mesas com alimentos como uma "boas vindas", e as tropas regressam tomando goles e mordidas enquanto marchavam; ele recria o primeiro banquete triunfal republicano ao longo das mesmas linhas. Varro afirma que sua tia ganhou 20 000 sestércios, fornecendo 5 000 tordos para o triunfo de Cecílio Metelo, em 71 a.C..
Alguns triunfos incluíam jogos, como cumprimento de promessas do general antes da batalha, ou durante o seu calor, a um deus ou deusa em troca de sua ajuda para garantir a vitória. Durante a época republicana, eles foram pagos pelo general triunfante. Marco Fúlvio Nobilior prometeu jogos em troca da vitória sobre a Liga Etólia e pagou dez dias de jogos em seu triunfo.

### Comemoração

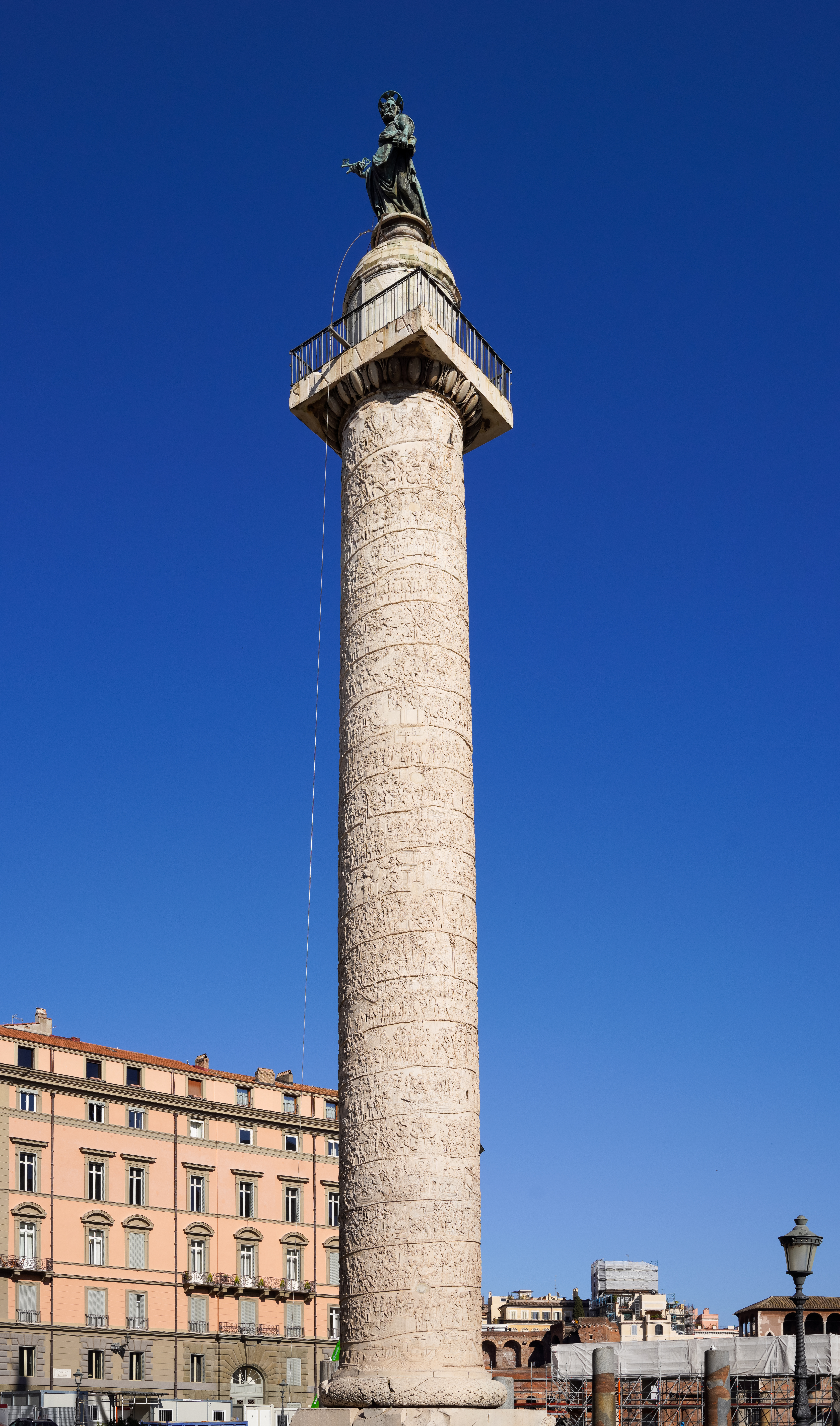
Visão mais próxima da coluna de Trajano, uma representação gráfica de valor inestimável, equipamentos e estrutura do exército romano no tempo.

A maioria dos romanos nunca teria visto um triunfo, mas seu simbolismo permeava a imaginação romana e da cultura material. Generais triunfantes cunhavam e distribuíam moedas de alto valor para propagar sua fama triunfal e generosidade em todo o império. Emissões de Pompeu para seus três triunfos eram típicas. Um deles, um áureo (uma moeda de ouro) tem uma borda louro-trançada, colocando uma cabeça que personifica a África; ao lado dele, o título de Pompeu "Magno" ("O Grande"), com a varinha e o jarro como símbolos de seu augúrio. O inverso identifica como procônsul, em uma carruagem triunfal com a presença de Vitória. Um denário triunfal (uma moeda de prata) mostra seus três troféus de armas capturadas com a vara e o jarro de seu augure. Outro [denário] mostra um globo circundado por louros triunfais simbolizando sua "conquista do mundo"; e um sabugo de milho para mostrar que sua vitória protegeu o suprimento de grãos de Roma.
Na tradição republicana, esperava-se que um general vestisse seus trajes triunfais apenas no dia de seu triunfo; depois, eles eram supostamente exibidos no átrio da casa de sua família. Como uma parte da nobreza, ele tinha direito a um determinado tipo de funeral, no qual vários atores caminhavam atrás de seu caixão, vestindo as máscaras de seus antepassados; outro ator representava o próprio general, e sua maior realização na vida, através do uso de sua máscara funerária, louros do triunfo e toga picta. Nada mais foi profundamente suspeito; Pompeu, recebeu o privilégio de usar a sua coroa triunfal no circo, reuniu-se com uma recepção hostil. A propensão de Júlio César em usar seus trajes triunfais "onde e quando" foi considerado como um entre muitos sinais de intenções monárquicas que, para alguns, justifica seu assassinato. Na era imperial, os imperadores usavam essas regalias para indicar sua posição elevada e seu cargo, e identificar-se com os deuses romanos e ordem imperial — uma característica central do culto imperial.
A construção e consagração de obras públicas monumentais constituía constantemente um pretexto para comemorações triunfais, como as que são referidas seguidamente a título de exemplo. Em 55 a.C., Pompeu inaugurou o primeiro teatro construído em pedra em Roma como presente ao povo, financiado pelo seu espólio. A sua galeria e colunatas serviam também de espaço de exibição, e provavelmente albergavam estátuas, pinturas e outros troféus exibidos nos seus vários triunfos. No teatro existia um novo templo dedicado à deusa padroeira de Pompeu, Vênus Victrix ("Vénus Vitoriosa"); no ano anterior ele tinha mandado cunhar uma moeda onde a deusa aparecia com uma coroa triunfal de louros. Júlio César, que reclamava Vênus não só como sua padroeira mas também como sua antepassada divina, financiou um novo templo a ela dedicado, que consagrou durante o seu triunfo quádruplo em 46 a.C.; envolvendo dessa forma no seu triunfo a sua deusa padroeira e antepassada putativa.
Augusto, o herdeiro de César e primeiro imperador de Roma, construiu um grande monumento triunfal na costa grega em Áccio, com vista para a cena de sua decisiva batalha naval contra Marco Antônio e o Egito; os bicos de bronze de navios de guerra egípcios capturados projetados a partir de sua parede em direção ao mar. Começando com a reinvenção augustina de Roma como uma monarquia virtual (o principado) imperial a iconografia tem cada vez mais identificado imperadores com os deuses. Foram esculpidos painéis sobre o Arco de Tito (construído por Domiciano) para celebrar o triunfo conjunto de Tito com Vespasiano sobre os judeus após o cerco de Jerusalém, com uma procissão triunfal de cativos, e tesouros apreendidos do Templo de Jerusalém — alguns dos quais financiaram a construção do Coliseu. Outro painel mostra o funeral e apoteose de Tito sendo deificado. Antes disso, o senado votou Tito um triplo-arco no Circo Máximo para celebrar ou comemorar a vitória ou mesmo o triunfo.

## Premiando um triunfo

### Tradição e lei
Na era republicana de Roma, um general que quisesse um triunfo enviaria o seu pedido e apresentaria um relatório ao senado. Oficialmente, triunfos eram concedidos por mérito militar excepcional. Se essa e outras condições fossem atendidas — e estes parecem ter variado ao longo do tempo, e de caso para caso — o Estado pagaria pela cerimônia; ou, pelo menos, a procissão oficial. A maioria dos historiadores romanos apoiam o resultado em um debate aberto e o voto senatorial, a sua legalidade confirmada por uma das assembleias do povo; o senado e o povo, portanto, controlavam os cofres do Estado e recompensavam ou limitavam seus generais. Alguns triunfos parecem ter sido concedidos de imediato, com debate mínimo. Alguns foram rejeitados, mas seguiram em frente de qualquer maneira, com apelo direto do general pelo povo sobre o senado e uma promessa de jogos públicos às suas próprias custas. Outros eram bloqueados, ou concedidos apenas após disputas intermináveis. Senadores e generais eram igualmente políticos e a política romana era famosa por suas rivalidades, troca de alianças, negociações nos bastidores e o suborno público evidente. As discussões do senado provavelmente teriam articulado a tradição triunfal, o precedente e decoro; menos abertamente, mas mais ansiosamente, sobre a extensão dos poderes políticos e militares do general e a popularidade, e as possíveis consequências de apoiar ou dificultar a sua futura carreira. Não há nenhuma evidência firme de que o senado tenha aplicado um conjunto prescrito de "leis do triunfo" ao fazer suas decisões.

### Ovação
Podia ser concedido a um general um "triunfo menor", conhecido como "ovação". Ele entrava na cidade, sem suas tropas, a pé, com sua toga de magistrado, vestindo uma grinalda de murta de Vênus. Em 211 a.C., o senado rejeitou o pedido de Marco Cláudio Marcelo após sua vitória sobre os cartagineses e os seus aliados da Magna Grécia, aparentemente porque seu exército ainda estava na Sicília, e incapaz de se juntar a ele. Ofereceram-lhe, em vez, uma ação de graças (supplicatio) e a ovação. Um dia antes, ele celebrou um triunfo não oficial, sobre as colinas Albanas. Sua ovação foi de proporções triunfais. Ela incluía uma grande pintura, mostrando seu cerco de Siracusa; as próprias armas do cerco; placas capturadas, ouro, prata e ornamentos reais; e o estatuária e os opulentos móveis pela qual Siracusa era famosa. Oito elefantes foram levados na procissão, símbolos de sua vitória sobre os cartagineses. Seus aliados ibéricos e siracusanos lideraram o caminho, usando coroas de ouro; foram concedidas a cidadania romana, e terras na Sicília.
Em 71 a.C., o triúnviro Crasso ganhou uma ovação pela anulação da revolta de Espártaco, e elevou suas honras, vestindo uma coroa de louros "triunfal" de Júpiter. Ovações eram listadas junto com triunfos, nos Fastos Capitolinos.

### Triunfo albano
Em 231 a.C., Caio Papírio Masão, depois de derrotar os corsos na Córsega, teve seu triunfo negado pelo senado por causa das grandes perdas sofridas pelo seu exército e, inconformado, o próprio Masão celebrou um triunfo particular nas colinas Albanas. Foi a primeira vez que um "triunfo albano" foi realizado e seu exemplo foi seguido com frequência pelos generais romanos que se consideravam injustiçados pelo Senado quando tinham seus triunfos negados. Segundo Brennan, um triunfo albano era uma honra mais elevada que a ovação, pois nela o triunfador era levado numa carruagem enquanto que, naquela, ele seguia a pé. Entre outros, realizaram triunfos albanos Marco Cláudio Marcelo (211 a.C.) e Quinto Minúcio Rufo em 197 a.C..

## Fastos Triunfais

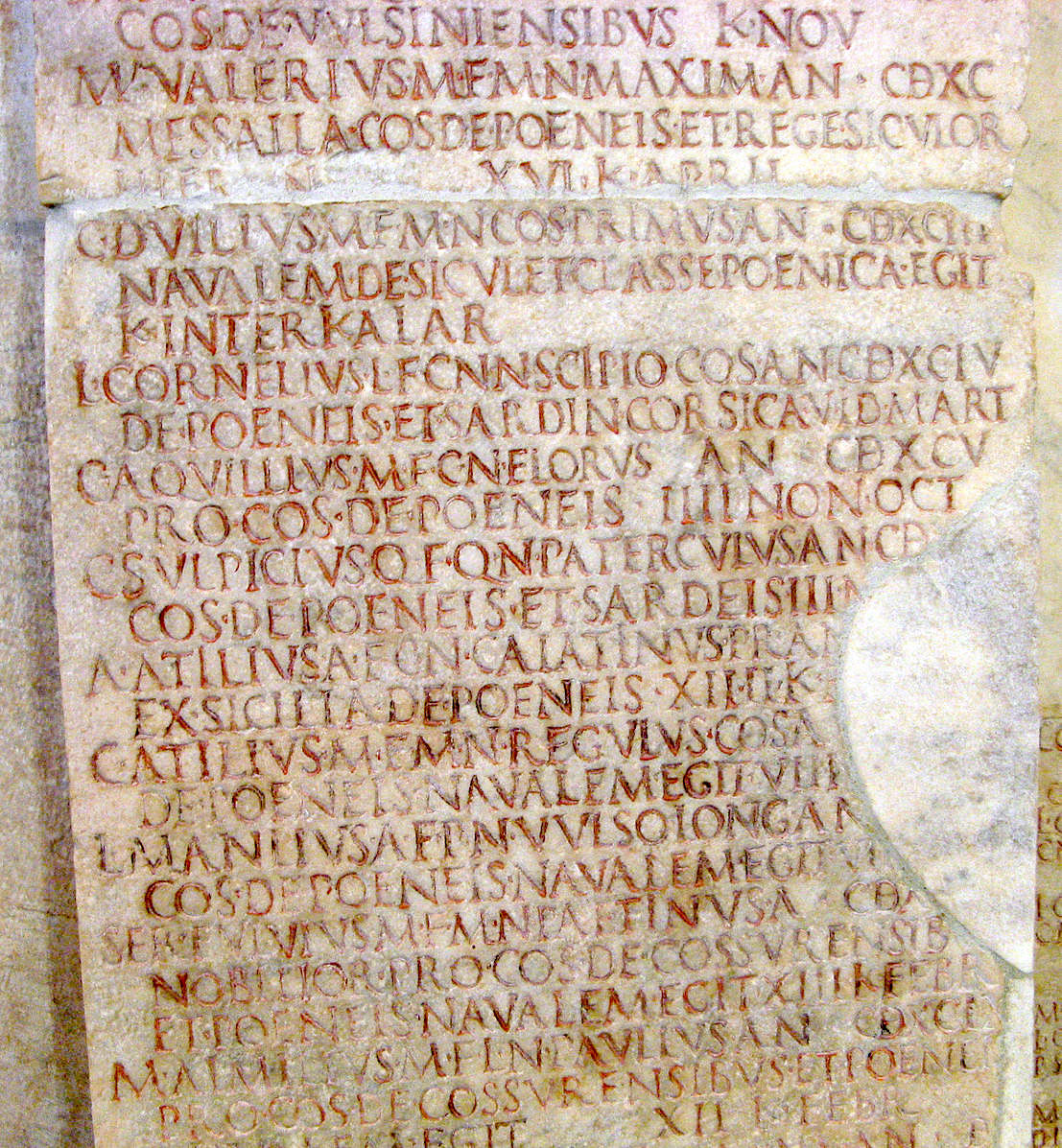
XX segmento dos Fastos Triunfais, uma parcela de gravações triunfais durante a Primeira Guerra Púnica.

Os Fastos Triunfais (em latim: Fasti Triumphales; também chamados de Ata Triunfal [Acta Triumphalia]), são tábuas de pedra que antes foram erguidas no Fórum Romano cerca de 12 a.C., durante o reinado do primeiro imperador, Augusto. Eles dão nome formal do general, os nomes de seu pai e avô, as pessoas ou comandos provinciais onde o triunfo foi atribuído, bem como a data da procissão triunfal. Elas registram mais de 200 triunfos, começando com três triunfos míticos de Rômulo em 753 a.C., e terminando com a de Lúcio Cornélio Balbo, o Jovem (19 a.C.). Fragmentos de datas semelhantes e estilo de Roma e da Itália provincial parecem ser modeladas nos Fastos de Augusto, e têm sido usadas para preencher algumas de suas lacunas.

## Origens e período real
Alguns historiadores romanos acreditam que o triunfo data da fundação de Roma; outros pensam que é mais antigo do que isso. Etimólogos romanos pensavam que o cântico triumpe dos soldados era um empréstimo, via língua etrusca, do grego tríambus (θρίαμβος), clamado por sátiros e outros atendentes nas procissões dionisíacas e báquicas. Plutarco, e algumas fontes romanas, rastrearam o primeiro triunfo romano e o traje "real" do triunfador até o primeiro rei de Roma, Rômulo, que derrotou o rei Ácron de Cenina que acreditava-se ser contemporâneo à fundação de Roma em 753 a.C.. Ovídio projeta um fabuloso e poético precedente triunfal no retorno do deus Baco/Dionísio de sua conquista da Índia, desenhado em uma carruagem de ouro puxada por tigres e cercado por bacantes, sátiros e bêbados diversos. Plínio atribui a invenção do triunfo ao "Pai Liber" (identificado com Dionísio) Arriano atribuiu elementos dionisíacos e "romanos" semelhantes a uma procissão da vitória de Alexandre, o Grande. Como grande parte da cultura romana, os elementos do triunfo foram baseados em precursores etruscos e gregos; em particular, o roxo, a picta toga bordada usada pelo general triunfante,  pensa-se ter derivado da toga real dos reis etruscos de Roma.

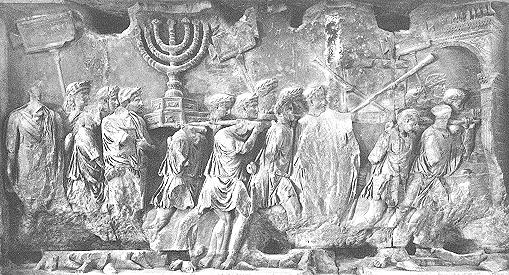
Detalhe do Arco de Tito, mostrando seu triunfo realizado em 71 pelo bem-sucedido cerco de Jerusalém.

Para triunfos da era real romana, os Fastos Triunfais imperiais sobreviventes estão incompletas. Depois de três entradas para o lendário fundador da cidade, Rômulo, onze linhas da lista estão faltando. Em seguida na sequência estão Anco Márcio, Tarquínio Prisco, Sérvio Túlio e, finalmente, Tarquínio, o Soberbo, o último rei. Os Fastos, que compilaram cerca de cinco séculos depois da era real, provavelmente representam, uma versão oficial aprovada por várias tradições históricas diferentes. Da mesma forma, as primeiras histórias escritas sobreviventes da era real, escritas alguns séculos depois, tentativas de conciliar várias tradições, ou então discutir seus méritos. Dionísio de Halicarnasso, por exemplo, dá a Rômulo três triunfos, o mesmo número dado nos Fastos. Tito Lívio não lhe dá nenhum e, em vez disso, credita-lhe o primeiro spolia opima, em que as armas e armaduras de um inimigo derrotado eram recolhidas e dedicadas no Templo de Júpiter Ferétrio. Plutarco dá-lhe uma completa, com carruagem. Tarquínio, com dois triunfos nos Fastos, não tem nenhuma em Dionísio. Nenhuma fonte antiga dá um triunfo para o sucessor de Rômulo, o pacífico rei Numa.

## Triunfo na república

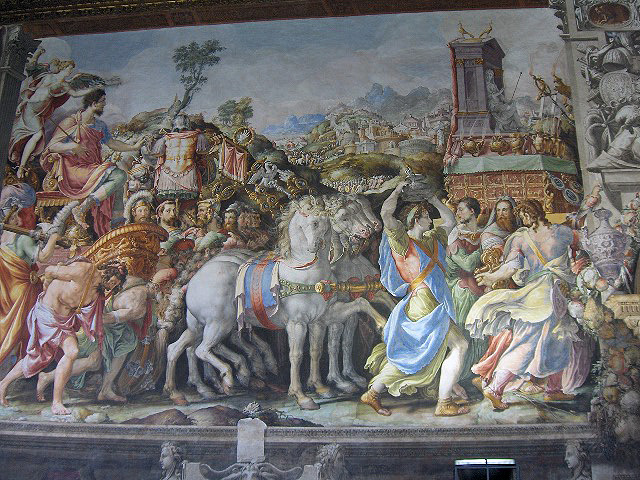
Triunfo de Fúrio Camilo por Francesco de' Rossi, afresco no Salão dos 500, Palazzo Vecchio, Florença

Os aristocratas do Reino de Roma expulsaram o último rei como um tirano, e aboliram a monarquia. Então compartilharam o poder e a autoridade da realeza entre si, na forma de magistraturas. Na República Romana, a mais alta magistratura possível era um cônsul eleito, que poderia ser mantido no cargo não mais que um ano de cada vez. Em tempos de crise ou de emergência, o senado poderia nomear um ditador para servir por um prazo mais longo; mas isso poderia parecer perigosamente com o poder vitalício de um rei. O ditador Camilo foi premiado com quatro triunfos, mas acabou exilado. Mais tarde, fontes romanas indicam que seu triunfo de 396 a.C., foi um motivo de ofensa; a carruagem foi puxada por quatro cavalos brancos, uma combinação devidamente reservada — pelo menos na tradição e poesia posterior — a Júpiter e Apolo. O comportamento de um general republicano triunfal, e os símbolos que ele empregava em seu triunfo, teriam sido examinadas de perto por seus colegas aristocratas, alertando a qualquer sinal de que ele poderia aspirar a ser mais do que "rei por um dia".
Na república média e tardia, a expansão de Roma através da conquista ofereceu a seus aventureiros político-militares oportunidades extraordinárias de auto-publicidade; a prolongada série de guerras entre Roma e Cartago — as Guerras Púnicas — produziu doze triunfos em dez anos. No final da república, triunfos se tornaram ainda mais frequentes, luxuosos e competitivos, com cada exibição uma tentativa — geralmente bem sucedida — em superar a última. Ter um ancestral triunfal, morto há muito tempo, contava muito para a sociedade romana e para a política, e Cícero observou que na corrida por poder e influência, alguns indivíduos não estavam mais do vestindo um ancestral inconveniente com veste de grandeza e dignidade triunfal, distorcendo uma tradição histórica já fragmentada e não confiável.

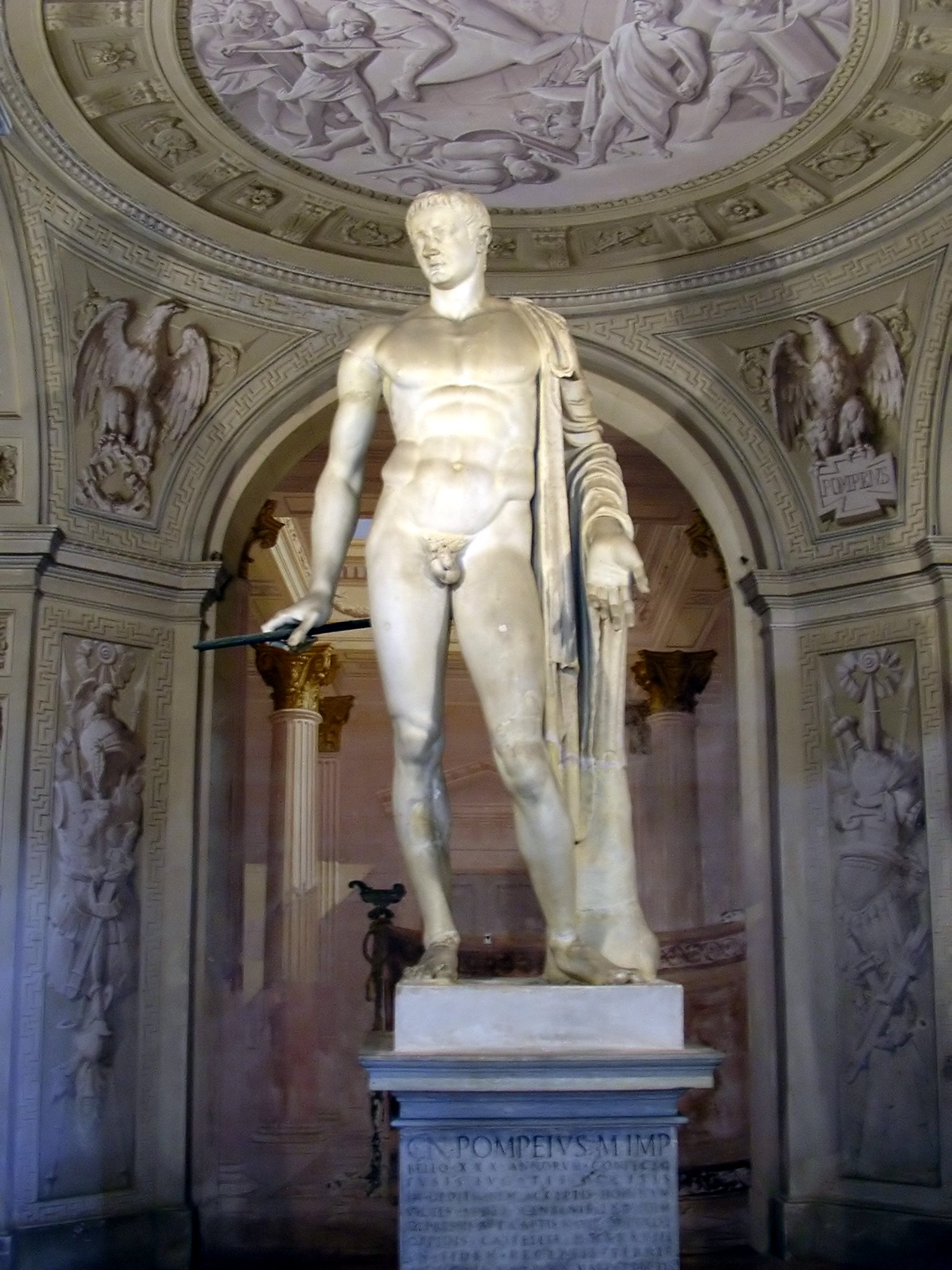
Pompeu Magno: receptor de três triunfos por suas conquistas militares.
Villa Arconati a Castellazzo di Bollate, Milão

Para historiadores romanos, o crescimento da ostentação triunfal minou antigas "virtudes camponesas" de Roma. Dionísio de Halicarnasso alegou que os triunfos do dia (c. 60 a.C. - após 7 a.C.) tinham "partido em todos os aspectos a antiga tradição de frugalidade". Os moralistas se queixaram de que, enquanto guerras estrangeiras de sucesso aumentaram o poder, segurança e riqueza de Roma, eles criaram, e em seguida alimentaram um apetite degenerado a exibição bombástica e novidade superficial; Lívio traça o início da podridão no triunfo de Cneu Mânlio Vulsão em 186, que introduziu romanos comuns a tais velharias galicianas como chefes especializados, mulheres com alaúdes e outros "divertimentos sedutores na festa de jantar"; Plínio acrescenta "aparadores e mesas de uma perna" à lista, mas estabelece a responsabilidade a Roma pelo deslize no luxo em "1 400 libras de prata embutida e 1 500 quilos de vasos de ouro" trazidos um pouco antes por Lúcio Cipião Asiático, em seu triunfo de 189 a.C..
Os três triunfos atribuídos a Pompeu, o Grande foram exuberantes e controversos. O primeiro, em 80 ou 81 a.C., foi concedido por sua vitória sobre o rei Hiarbas da Numídia em 79 a.C., por um senado intimidado e dividido sob a ditadura do patrono de Pompeu, Sula. Pompeu tinha apenas vinte e quatro anos de idade e era um mero equestre. Conservadores romanos desaprovavam tal precocidade mas outros viram o seu sucesso jovem como a marca de um talento militar prodigioso, graça divina e vivacidade pessoal; e ele tinha uma vantagem, o apoio popular. Seu triunfo, no entanto, não foi bastante planejado. Para representar a conquista africana — e talvez, para superar até mesmo o lendário triunfo de Baco — sua carruagem foi conduzida por elefantes. Eles revelaram-se demasiados volumosos para passar pelo portão triunfal, assim Pompeu teve que desmontar enquanto cavalos foram colocados no lugar dos elefantes. Este constrangimento teria encantado seus críticos, e provavelmente alguns de seus soldados — cujas demandas por dinheiro tinham quase levado a um motim. Mesmo assim, sua posição firme sobre a questão do dinheiro aumentou seu prestígio entre os conservadores, e Pompeu parece ter aprendido uma lição de política populista. Para o seu segundo triunfo (71 a.C. — o último de uma série de quatro realizados naquele ano) seus presentes em dinheiro para o seu exército teriam quebrado todos os recordes, embora os valores citados por Plutarco sejam implausivelmente altos; 6 000 sestércios (cerca de seis vezes o seu salário anual) para cada soldado e cerca de 5 milhões a cada oficial.
Foi concedido a Pompeu um terceiro triunfo, em 61 a.C., para celebrar sua vitória sobre Mitrídates VI do Ponto. Foi uma oportunidade de superar todos os rivais, e até mesmo a si próprio. Triunfos tradicionalmente duravam um dia. O de Pompeu durou dois, em uma exposição sem precedentes de riqueza e luxo. Plutarco afirmou que este triunfo representou o domínio de Pompeu sobre todo o mundo — em nome de Roma — e uma conquista para ofuscar até mesmo Alexandre, o Grande. A narrativa de Plínio sobre este triunfo habita, com retrospectiva sinistra, em cima de um gigantesco retrato-busto do general triunfante, uma coisa de “esplendor oriental” inteiramente coberto com pérolas, antecipando sua humilhação e decapitação mais tarde.

## Era imperial

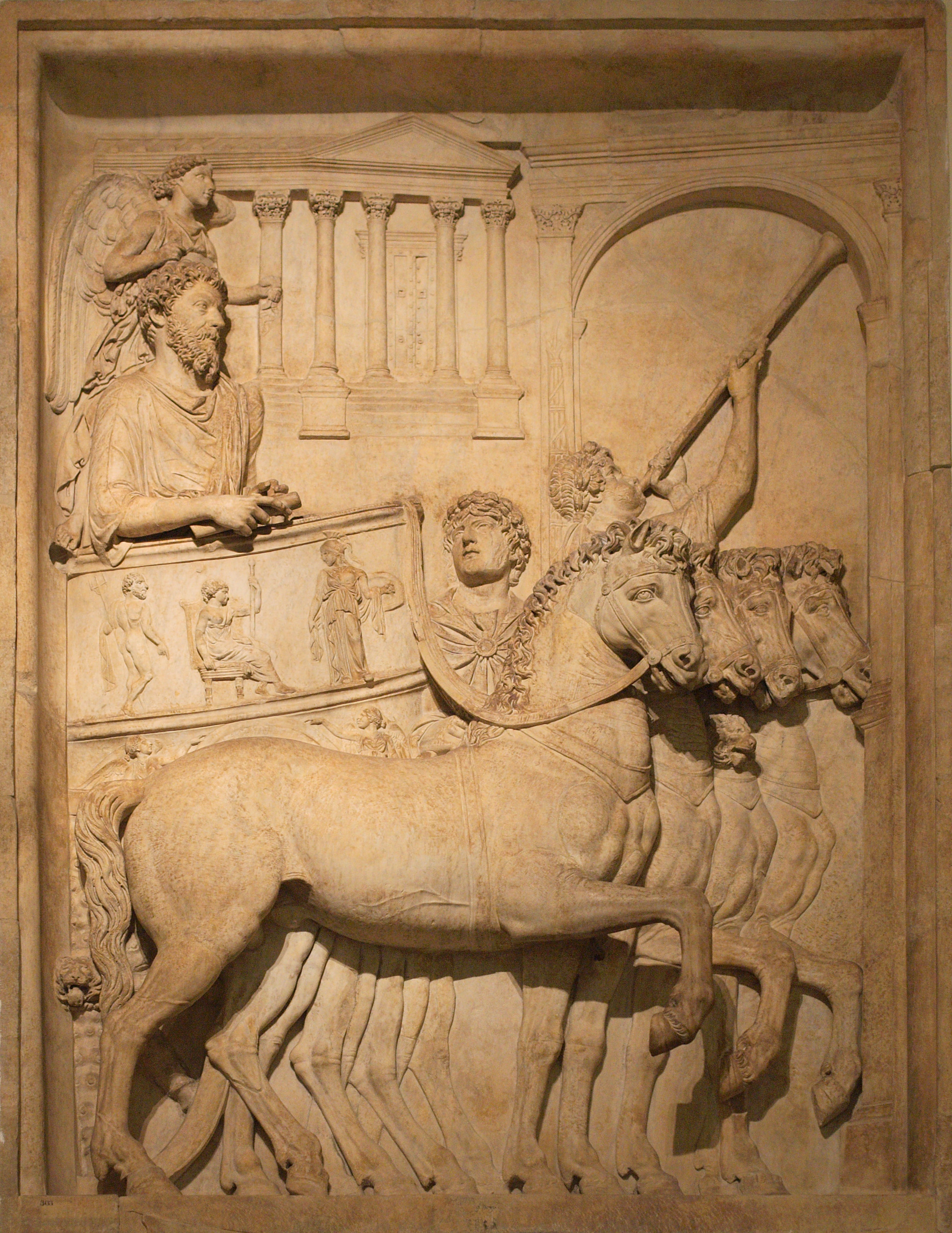
Triunfo do imperador Marco Aurélio: um gênio alado paira acima de sua cabeça. Painel nos Museus Capitolinos, originalmente na Coluna de Marco Aurélio

Após o assassinato de Júlio César, Otaviano assumiu título permanente de imperator em 27 a.C. e tornou-se chefe permanente do senado (ver principado), sob o título e o nome de Augusto. Apenas um ano antes, ele havia bloqueado o prêmio senatorial de um triunfo para Marco Licínio Crasso, apesar da aclamação deste último no campo como Imperator e seu cumprimento de todos os critérios de qualificação tradicionais republicanos, exceto consulado completo. Tecnicamente, generais na época imperial eram legados do imperador governante (Imperator). Augusto reivindicou a vitória como sua própria, mas permitiu a Crasso uma segunda, que está listada nos Fastos de 27 a.C.. Também foi negado a Crasso a rara — e no caso dele, tecnicamente admissível — honra de dedicar o spolia opima desta campanha no Templo de Júpiter Ferétrio.
O último triunfo listado nos Fastos Triunfais é de 19 a.C.. Até então, o triunfo havia sido absorvido pelo sistema de culto imperial de Augusto, em que apenas ao imperador — o supremo Imperator, ou muito ocasionalmente, a um parente próximo que tinha glorificado a gens imperial — seria atribuída tal honra suprema. O senado, no verdadeiro estilo republicano, teria realizado sessões para debater e decidir o mérito do candidato; mas isso era pouco mais do que a boa forma. Enquanto a ideologia augusta insistiu que o imperador salvou e restaurou a república, ele comemorou seu triunfo como uma condição permanente, e sua liderança militar, política e religiosa como responsável por uma era sem precedentes de estabilidade, paz e prosperidade. Daquela época em diante, os imperadores parecem ter reclamado — sem parecer a reivindicação — o triunfo como um privilégio imperial. Aqueles que estavam fora da família imperial, como Aulo Pláucio sob Cláudio, podiam ser concedidos com ornamentos triunfais (em latim: ornamenta triumphalia); ou uma ovação. O senado ainda debatia e votava tais assuntos, embora o resultado já estivesse, provavelmente, decidido. Na época imperial, o número de triunfos caiu drasticamente. Nenhum foi registrado entre o triunfo de Cláudio, por sua conquista da Britânia (44 a.C.) e o triunfo póstumo de Trajano de 117−8 a.C., e nenhum desde então, até o triunfo de Marco Aurélio sobre a Pártia em 166 a.C..
Panegíricos imperiais da época mais tarde combinaram elementos triunfais com cerimônias imperiais, como a investidura consular dos imperadores, e a advento (adventus), a chegada formal "triunfal" de um imperador em várias capitais do império em seu progresso através das províncias. Alguns imperadores estavam perpetuamente em movimento, e raramente ou nunca foram a Roma. Em 357, vários anos depois de derrotar seu rival Magnêncio, o imperador cristão Constâncio II entrou em Roma pela primeira vez em sua vida, de pé em sua carruagem triunfal, "como se fosse uma estátua". O panegírico de Claudiano ao imperador Honório registra o último triunfo oficial conhecido na cidade de Roma, e do Império Ocidental. O imperador Honório o comemorou conjuntamente com o seu sexto consulado em 1 de janeiro de 404; seu general Estilicão tinha derrotado o rei visigodo Alarico nas batalhas de Polência e Verona. No martirológio cristão, São Telêmaco foi martirizado por uma multidão ao tentar parar os jogos de gladiadores habituais neste triunfo, e jogos de gladiadores (múnus gladiador) foram proibidos em consequência. Em 438 d.C., no entanto, o imperador ocidental Valentiniano III encontrou motivo para repetir a proibição.

## Influência e recepção

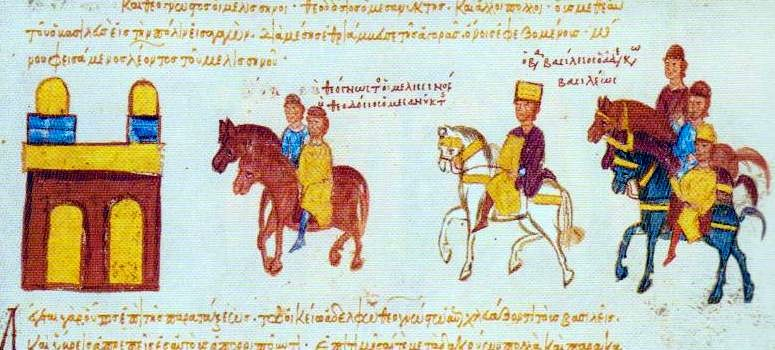
Procissão triunfal do imperador através do Fórum de Constantino, em Constantinopla.
Iluminura no Escilitzes de Madri

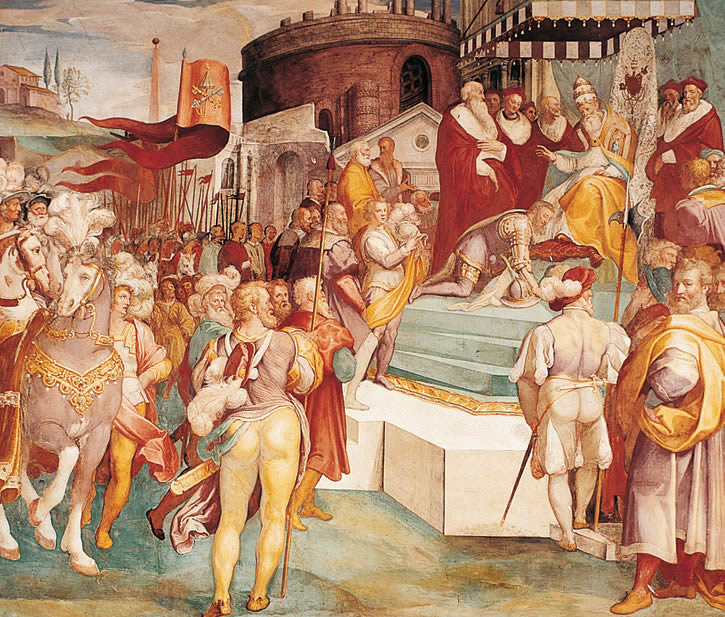
Carlos V anuncia ao papa Paulo III a captura de Túnis.
Tapeçaria anônima do século XVI

Em 534, bem na era bizantina, Justiniano (r. 527–565) agraciou o general Belisário com um "triunfo", que incluiu alguns elementos cristãos e bizantinos "radicalmente novos". Belisário e seu co-general Gelimero fizeram campanhas com sucesso para restaurar as antigas províncias romanas da África para o controle do Império Bizantino na guerra Vândala, de 533-534. O triunfo foi realizado na capital romana oriental de Constantinopla. O historiador Procópio, uma testemunha que estava anteriormente a serviço de Belisário, descreve a exibição do cortejo do saque apreendido do Templo de Jerusalém em 70 d.C. pelo imperador romano Tito, incluindo o Templo Menorá. Após a sua exibição no próprio desfile triunfal de Tito, e sua descrição em seu arco triunfal, o tesouro tinha sido armazenado no Templo da Paz, em Roma; então apreendido pelos Vândalos, durante o seu saque de Roma em 455; depois tirado deles na campanha de Belisário. Os objetos em si poderiam ter recordado os antigos triunfos de Vespasiano e seu filho Tito; mas Belisário e Gelimero caminharam, como em uma ovação. A procissão não terminou no Templo Capitolino de Roma, com um sacrifício a Júpiter, mas terminou no Hipódromo de Constantinopla, com a recitação da oração cristã e os generais triunfantes prostrados diante do imperador.
Durante o Renascimento, reis e magnatas procuraram conexões enobrecedoras com o passado clássico. Quando o gibelino Castruccio Castracani derrotou as forças dos guelfos de Florença na batalha de Altopascio em 1325, o imperador Luís IV fez de si mesmo duque de Luca, e a cidade deu-lhe um triunfo em estilo romano. A procissão foi liderada por seus prisioneiros florentinos, feitos para transportar velas em honra do santo padroeiro de Luca. Castracani seguia de pé em uma carruagem decorativa. Seu espólio incluía o portátil altar com rodas florentino, o carroccio.
Roma Triumphans (1459) de Flavio Biondo afirmou que o antigo triunfo romano — despojado de seus ritos pagãos — como uma herança legítima dos soberanos do Sacro Império Romano-Germânico. "Os Triunfos" do poeta italiano Petrarca representava os temas triunfais e biografias de textos romanos antigos como ideais para a regra culta, virtuosa; era influente e amplamente lido. A série de grandes pinturas sobre os Triunfos de César (1484-1492, hoje no Palácio de Hampton Court) de Andrea Mantegna tornou-se imediatamente famosa e foi infinitamente copiada em formato impresso. A Procissão Triunfal encomendada pelo imperador Maximiliano I (r. 1486–1519) a partir de um grupo de artistas, incluindo Albrecht Dürer fez uma série de xilogravuras de um triunfo imaginário de seu próprio que pode ser pendurado como um friso de 54 metros de comprimento.
Na década de 1550, os fragmentados Fastos Triunfais foi descoberta e parcialmente restaurada. Os Fastos de Onofrio Panvinio continuou onde os Fastos antigos terminaram. O último triunfo registrado por Panvinio, que ele descreveu como um triunfo romano "sobre os infiéis", foi a Entrada Real do imperador Carlos V em Roma em 5 de abril de 1536, depois de sua conquista de Túnis em 1535. O imperador seguiu a antiga rota tradicional, "passando pelas ruínas dos arcos triunfais dos soldados-imperadores de Roma", onde "atores vestidos como senadores antigos saudaram o retorno do novo César como miles christi", (isto é, um soldado de Cristo).
A entrada triunfal extravagante em Ruão de Henrique II de França em 1550 não era "menos agradável e deliciosa do que o terceiro triunfo de Pompeu ... magnífico em riquezas e cheio de despojos de nações estrangeiras". Um arco triunfal feito para a Entrada Real em Paris de Luís XIII de França em 1628 realizou uma representação de Pompeu.